# 大不列颠共产党
大不列颠共产党（英語：Communist Party of Great Britain），通译英国共产党，简称英共（CPGB），是英国历史上的一个共产主义政党。该党的机关报为《晨星报》，党刊为《今日马克思主义》。

## 历史

### 成立
1920年7月31日，该党成立于伦敦，由不列颠社会党和若干地方性的左翼社会主义组织（其中包括社会主义工党中的共产主义团结团体和南威尔士社会主义协会）合并而成，成立后立即加入共产国际。
在该党成立的过程中，许多问题引起了激烈的争论。最引起争议的是“ 议会路线 ”问题和共产党对工党的态度。 “议会路线”是指通过竞选选举和现有议会开展工作的战略。这引起了那些想与社会民主主义决裂的人的反对。批评者认为，议会制已导致旧政党致力于改革，这导致旧政党相较于社会主义更加重视选票。“议会路线”导致机会主义者的加入，并且承认现有资本主义统治机构的合法性。与之相似，反对工党党派的理由是共产党员不应与“改革派”社会民主主义政党合作。这些左翼共产党员的立场得到了埃斯特尔·西尔维亚·潘克斯特和威廉·加拉赫等人的大力支持。但是，俄国共产党（布尔什维克）对此持反对意见。 1920年，列宁在他的文章《共产主义运动中的“左派”幼稚病》中提出共产党应该与改良主义工会和社会民主党合作，因为它们是工人阶级的现有组织。列宁认为，如果这样的组织获得权力，他们将证明自己并不是真正地站在工人阶级这一边，因此工人对他们失去希望，并开始支持共产党。列宁的意见最终得到了广泛接受。

### 1920年代至1939年
1924年，该党被卷入“季诺维也夫书信”事件。1950年后，该党在选举中未能取得任何英国下议院席位。
在20年代和30年代之间，大不列颠共产党坚持这样的观点：共产党应由革命干部组成，而不是对所有申请人开放。 大不列颠共产党作为共产国际在英国的代表，应致力于执行共产国际的决定。
这在1926年的总罢工中被证明是喜忧参半，在此之前，大不列颠共产党的许多中央领导都被监禁了。十二人被控“煽动阴谋”。五人被判入狱一年，其他人被判六个月。该党的另一个主要问题是其放弃在罢工中扮演主要角色并呼吁工会联盟的总理事会发挥革命性作用的政策。
尽管如此，在罢工本身和随后的矿工罢工中，大不列颠共产党的成员在捍卫罢工和试图与矿工团结方面脱颖而出。其结果是，到1926年和1927年，该党在采矿区的成员人数大大增加。虽然在罢工中取得的成果大部分在“第三时期”理论提出后丧失，但是这在某些地区产生了影响，并且持续到该党消亡几十年之后。
尽管该党得到的支持主要集中在特定行业，特别是重型工程，纺织和采矿领域，但大不列颠共产党确实成功地培育出了对党及其政策十分忠诚的激进分子，此外，这种支持也倾向于集中在煤炭领域，某些工业城市，例如格拉斯哥和伦敦东区犹太人居住区。
但这种支持在“第三时期”因为斯大林主义领导了共产国际而变得岌岌可危。这种“阶级反对阶级”政策的结果是，社会民主主义政党和工党被视为与法西斯主义政党一样的威胁，因此被称为“社会法西斯主义”。很明显，与“社会法西斯主义”政党的结盟是不允许的。
“第三时期”还意味着，大不列颠共产党应试图发展革命性的工会，与已成立的工会联盟的附属工会相抗衡。尽管成立了极少数的“红色”工会（其中包括苏格兰的矿工工会和东伦敦的裁缝工会），但该党并没有取得较大的成功。
按照常理判断，“第三时期”完全是一场政治失败，但这也是英国共产主义的“英雄时代”，其竞选活动的影响力确实超出其范围。这是因为沃尔·汉宁顿领导的全国失业工人运动。失业率的上升导致了共产党人的数量大量增加，尤其是那些失业的工程技术人员。沃尔·汉宁顿和哈里·麦克沙恩就是这种人的象征，他们因此建立了全国失业工人运动
，从而导致了1930年代在失业问题上的许多游行。尽管是在“第三时期”以及大萧条中诞生，但全国失业工人运动在人民阵线时期也是主要的斗争机构，直到1941年才解散。
阿道夫·希特勒在德国上台导致所有共产党转而采用人民阵线的政策，“第三时期”政策因此被放弃了。该政策认为，由于法西斯主义是工人运动的主要威胁，因此共产党应该与包括右翼民主党派在内的所有反法西斯力量结盟。在英国，这项政策体现在大不列颠共产党努力与工党及一切争取劳工权利的力量结盟。
在1935年的大选中， 威利·加拉赫
当选为该党六年来的第一位议员。
在1930年代，大不列颠共产党反对保守党对于纳粹德国和意大利法西斯的绥靖政策。在反对奥斯瓦尔德·莫斯利领导的不列颠法西斯联盟的斗争中，共产党员在街头上起到了领导性的作用。

### 1939年至1956年
随着1939年第二次世界大战的开始，大不列颠共产党最初继续支持两个方面的斗争（反对国内的张伯伦和国外的纳粹法西斯主义）。继苏联与德国于8月23日达成苏德互不侵犯条约之后，共产国际立即改变了立场。大不列颠共产党加入了争取和平的阵线，并将战争描述为帝国主义的产物，而工人阶级则没有明确的立场。在党内，哈里·波立特和《每日工人》的编辑J.R.坎贝尔对此表示反对，两人于1939年10月解除了职务。波立特被R.帕爾梅·杜特取代。从1939年到1941年，大不列颠共产党非常积极地支持罢工和谴责政府对战争的追求。
但是，在1941年德国入侵苏联时，大不列颠共产党立即改变了立场，转向支持战争，理由是它已成为法西斯主义与苏联之间的战争。波立特被恢复为原党委书记。为了支持战争，该党发动了“第二阵线运动”，以支持苏联并加速击败轴心国。在工业上，他们现在反对罢工，并支持旨在提高生产力的联合生产委员会，并支持由温斯顿·丘吉尔和克莱门特·艾德礼领导的国民政府。同时，由于R.帕爾梅·杜特在党内的影响，印度独立和殖民地独立的问题在党内得到了重视。
在1945年的大选中，共产党获得了103,000票，并推选了两名共产党员成为议会议员，威利·加拉赫返回，菲爾·彼拉汀被选为伦敦东区麦尔安德地区的议员。哈里·波立特因为只得到972票没有在东罗丹达选区成功当选。然而，两位共产党议员在1950年大选中都失去了席位。该党积极表现出对于英国工业竞争力的兴趣，并以此作为迈向社会主义的起点。在第19届议会上，哈里·波立特口口声声地问：“为什么我们需要增加产量？”答案是“为我们被迫进口的东西付出代价。保持我们作为一个国家的独立。”
该党的成员人数在1943年达到顶峰（约60,000人），但与欧洲大陆的其他共产主义政党相比，该党仍然很小。例如，法国共产党有80万成员，意大利共产党有170万成员。该党试图在1935年，1943年和1946年加入工党，但未成功。
该党在1951年发布了一份纲领，即“英国社会主义之路”（1952年4月在第22届议会上正式通过），该计划明确主张和平过渡到社会主义的可能性（但只有在得到斯大林本人亲自批准之后才能实行）。从战争年代到1956年，该党在劳工运动中处于鼎盛时期，许多工会官员都加入了该党。它不仅在全国矿工工会中发挥了巨大的影响，而且在电气工会和联合工程工会的蓝领工人中也产生了巨大影响。工党也受到了该党很大的影响。
1953年，斯大林的去世和东德六一七事件几乎没有对该党造成直接影响，但他们预示了即将发生的事情，更重要的是赫鲁晓夫在苏联共产党第二十届代表大会上的秘密讲话。根据乔治·马修斯的说法，赫鲁晓夫与该党达成了一项协议，每年向该党提供金额超过100,000英镑的秘密资助。
1956年匈牙利革命讓大不列顛共產黨和许多其他國家的共产党之支持度受創，该党经历了最大规模的党员流失，损失了四分之一至三分之一的党员，其中包括许多主要知识分子。该事件最初由该党赞助的《工人日报》的记者彼得·弗赖尔彼得·弗莱尔报道，但随着事件的发展，事情变得复杂了起来。弗莱尔返回英国后，从《工人日报》辞职并被开除党籍。

### 1960年代至1990年代
在匈牙利革命之后，该党逐渐成为一个利益团体，试图利用其在工会运动中组织良好的基础来推动工党向左发展。
1962年，该党党员、第二代米尔福德男爵沃根·菲利普斯就任英国上议院议员，成为该党最后一位议会代表。
1966年，《工人日报》更名为《晨星报》。与此同时，该党变得越来越向寻求与苏联合作以及希望脱离苏联控制的两派两极分化。1961年，苏联与中国之间的分裂导致许多共产党内部产生分歧，但在该党中，很少有人支持中国。后来，围绕雷格·伯奇成立了不列颠共产党（马列）。最初，该党支持中国共产党的立场。
该党中关于脱离苏联控制的党派分裂在1968年爆发，当时华约部队介入了布拉格之春。该党对莫斯科提出了一些非常温和的批评，拒绝称其为入侵，而更倾向于“干预”。入侵发生三天后，约翰·格兰说：“我们完全理解苏联对社会主义阵营安全的关注……我们是苏联的真正朋友。”
即使是这样的回应，也引起了党派的局部分裂，这在许多方面都是1977年分裂的前身，该分裂形成了新共产党。从那时起，由于其对华约军队的支持，该党中恪守亲苏传统的人被其对手称为“ Tankie ”。党内其他人日益倾向于欧洲共产主义。1970年代中期，欧洲共产主义者“在党内占据领导地位”。
在1960年代，青年和学生占该党文化政治部门的主导。因此，它的许多成员是学者或专业知识分子（或者在他们的反对者看来是中产阶级）。他们受到当时的大环境，尤其是女权运动的影响。
1991年11月23日，受苏东剧变影响，该党放弃马列主义意识形态并改组为民主左翼智库。

## 历任总书记
1. 阿尔伯特·英克平（英语：Albert Inkpin）（1920年7月21日—1928年7月）
2. 约翰·罗斯·坎贝尔（英语：J. R. Campbell (communist)）（1929年2月—5月）
3. 哈里·波立特（1929年7月—1939年10月）
4. 拉贾尼·帕尔梅·杜特（英语：R. Palme Dutt）（1939年10月—1941年6月）
5. 哈里·波立特（1941年6月—1956年5月13日）
6. 约翰·高兰（英语：John Gollan）（1956年5月13日—1975年3月11日）
7. 戈登·麦克伦南（英语：Gordon McLennan (politician)）（1975年3月11日—1990年1月13/14日）
8. 尼娜·坦普尔（英语：Nina Temple）（1990年1月13/14日—1991年11月23日）

## 坦克党
“坦克党”（Tankie）是一个带有贬义色彩的名词，指大不列颠共产党中追随苏联路线，同意匈牙利革命的失败和苏联坦克对布拉格之春的镇压 ; 或更广泛地说，是那些遵循传统的亲苏联立场的人。
该术语最初是共产党的英国强硬派成员使用的短语。记者彼得·帕特森（Peter Paterson）向机工联合会
的官员Reg Birch
询问了他在匈牙利入侵后当选为大不列颠共产党执行官的情况：
当我问他如何可能支持“tankies”（因为苏军动用坦克镇压）时，他说“他们想要一个可以忍受匈牙利的工会主义者，而我符合这个条件。”
现在Tankie亦可以泛指忽视人权、主权，带有霸权主义立场色彩的左翼思想以及持这种思想的人。